# Анхель Монторо Санчес
Анхель Монторо Санчес (ісп. Ángel Montoro Sánchez, нар. 25 червня 1988, Валенсія) — іспанський футболіст, півзахисник клубу «Гранада».
Володар Кубка Іспанії. 

## Клубна кар'єра
Народився 25 червня 1988 року в місті Валенсія. Вихованець футбольної школи клубу «Валенсія».
У дорослому футболі дебютував 2006 року виступами за команду «Валенсія Месталья», а з наступного сезону почав включиатися до заявки основної команди «Валенсії».
Не пробившись до основного складу рідної команди, 2008 року віддавався в оренду до клубу «Реал Мурсія», а за рік — до «Реал Уніон».
Наступними командами в ігровій кар'єрі футболіста були «Рекреатіво», «Альмерія» та «Лас-Пальмас».
2017 року приєднався до «Гранади».

## Виступи за збірні
2004 року дебютував у складі юнацької збірної Іспанії (U-16), загалом на юнацькому рівні за команди різних вікових категорій взяв участь у 12 іграх.

## Титули і досягнення
- Володар Кубка Іспанії (1):

«Валенсія»: 2007-2008
- Чемпіон Європи (U-19): 2007